# 堺正章
堺 正章（さかい まさあき、1946年〈昭和21年〉8月6日 - ）は、日本のタレント、歌手、俳優、司会者、ラジオパーソナリティ。本名、栗原 正章（くりはら まさあき）。愛称は「マチャアキ」「堺先生（しゃかい しぇんしぇい）」「巨匠」「Mr.かくし芸」。
エンターテイナー、タレント、歌手など様々な肩書きを持つが、1990年代以降はテレビ番組の司会を中心に活動している。ホリプロを経て、ケイダッシュ・田辺エージェンシー傘下の個人芸能事務所エスダッシュに所属。身長166cm（1972年3月時点）。

## 来歴

### 生い立ち

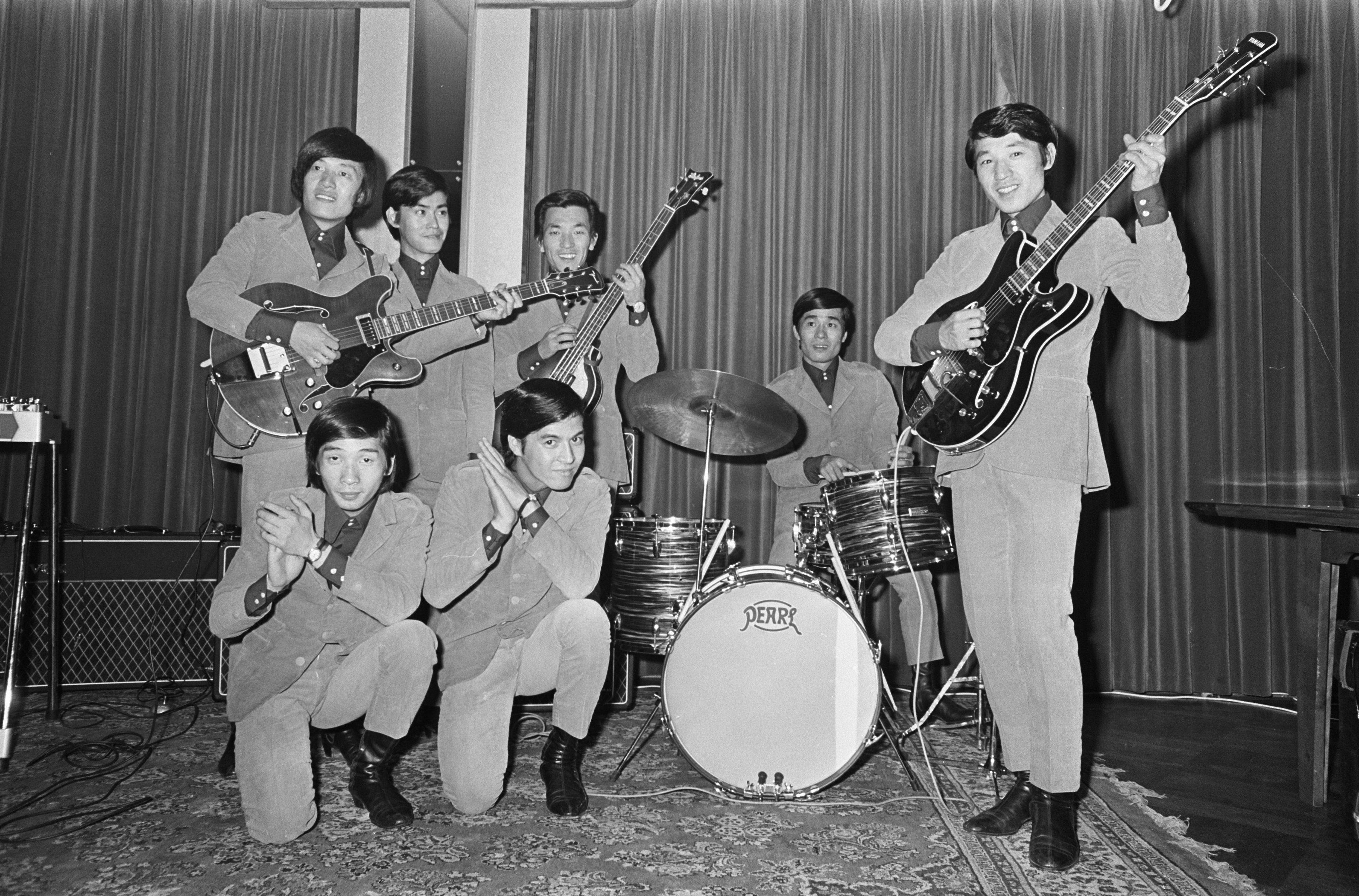
ザ・スパイダース在籍時の堺正章（前列左端）

東京都中野区で堺駿二の次男として1946年6月6日に生まれる。父の駿二による出生届の提出が2か月遅れ、戸籍上は8月6日生まれである。
5歳の時、父に連れられて撮影所に行ったことをきっかけに子役として映画に出演し、芸能界にデビューする。
幼少期を神奈川県鎌倉市の大豪邸でも過ごしていた。

### ザ・スパイダース
鎌倉学園在学中で16歳だった1962年、田辺昭知率いる音楽バンド「ザ・スパイダース」に加入し、その後加入した井上順とともにボーカルを担当。『夕陽が泣いている』などがヒットした。鎌倉学園出身の後輩に桑田佳祐がいる。

### 1970年代-1990年代
1970年のスパイダース解散後は、ソロで歌手活動を展開したほか、俳優、司会、コメディアンと多方面で活動している。
同年スタートした『時間ですよ』に第3シリーズの1973年まで出演し、番組人気と相まって、悠木千帆らとともに俳優としての出世作となった。
『第22回NHK紅白歌合戦』には出場歌手として歌唱したほか、ヒデとロザンナの『望むものはすべて』のバック演奏者の一人としてタンバリンを叩いている。
1978年から1980年にかけて『西遊記』『西遊記II』で主役の孫悟空を務め、子どもを中心に大きな人気を集めた。1976年から『新春かくし芸大会』に出演し、毎年玄人はだしの個人芸を習得・披露してエンターテイナーぶりを発揮した。
1969年から1981年までは歌番組『紅白歌のベストテン』、1981年から1986年までは『ザ・トップテン』の司会も務めた。1999年には、かまやつひろし、井上堯之とユニット「ソン・フィルトル」を一時結成し、CDをリリースした。ライブ活動を皮切りに、12月31日にオリジナル曲『Yei Yei』を引っ提げて『第50回NHK紅白歌合戦』に出場した。

### 2000年代-
2006年の『西遊記』最終回に釈迦役でゲスト出演し、如意棒を手に往年の演武を披露した。2008年、『無理な恋愛』で、民放の連続ドラマとしては日曜劇場『パパ・サヴァイバル』以来13年ぶりに主演し、主題歌「忘れもの」を歌って1993年発表の「CATCH ME」以来15年ぶりとなるシングルをリリースした。
2013年には、第6回したまちコメディ映画祭in台東でコメディ栄誉賞を受賞した。2015年には、浅草公会堂正面の「スターの広場」に手形が設置された。

## 私生活
1974年に一般女性と結婚したが、1980年に離婚。慰謝料が1億円と噂されて一部メディアで話題になった。
1989年、岡田美里と2度目の結婚。長女はアパレルブランドのデザイナー・ファッションブロガーの菊乃、次女は堺小春の2女を儲けるも、2001年に離婚。岡田は離婚会見で「送られてくる膨大な中元・歳暮の対応が辛かったこと」「自身が幼少時に実父E・H・エリックから受けた家庭内暴力でPTSDを発症し、1995年に流産を経験した頃から状態が悪化した。堺が何気なく机にハガキを投げやる物音も過敏に感じ、子供を連れて仕事場に見学に行った際に、堺がスタッフを叱りつけている場面を見て生活を共にすることが苦痛になった」ことを離婚の原因に挙げており、「堺からの暴力や暴言があったわけではない」と語っている。ちなみに1990年代は堺にとってはプライベートにおける育児に加え、1年間通しで翌年に備えて訓練と稽古を重ねるフジテレビ・ナベプロ制作「新春かくし芸大会」、1994年にはTBS制作新番組「チューボーですよ!」スタート、同年には田村正和と初共演となった「古畑任三郎」へ出演、1995年にはTBS制作連続ドラマ「パパ・サヴァイバル」主演、さらに従来から引き続きフジテレビ制作「なるほど!ザ・ワールド」では海外ロケとスタジオ収録でのクイズ回答者と、多忙な日々が多発したことによる疲労から、たびたび横暴な態度になっていたとの記事が週刊誌に掲載された時期もある。
65歳の誕生日である2011年8月6日、2002年ごろに出会い、8年以上交際していた22歳年下の一般女性と3度目の結婚。
馬主として
自らのヒット曲が馬名となっているマチノアカリ等に一口馬主として出資していたが、2021年デビューのグッドウッドガイで個人名義の馬主となった。登録勝負服色は「黒、茶縦縞、黒袖」。

## 人物
- 趣味は番組の取材がきっかけとなったイタリア車で、イタリアのクラシックカーイベント「ミッレミリア」や、その日本版である「ラ・フェスタ・ミッレミリア」に出場している。
- 「ミッレミリア」出場時に観戦しているイタリア人に「マチャアキ！」と声をかけられたので「俺も有名になった」と思ったが、よく聞くと自身が乗っていた「マセラティ」をイタリア人がなまって発音していただけだった。
  - クラシックカーイベントに、コレクションのうち「アルファロメオ 1900 SS ザガートクーペ」「フィアット 8V ザガートクーペ」など1950年代の稀少車で参加しているほか、知人の「チシタリア202」のドライバーを務めたこともある。
  - 「マセラティ・クアトロポルテ」「フェラーリ・FF」を愛用して日常的に運転している。
  - 若い頃は自動車好きではなく、多忙なことから30歳近くまで運転免許を取得する時間が持てなかった。免許取得後もそれほど熱中しなかったが、イタリアのミッレミリアをテレビ番組の取材で観戦した後から急に没頭した。免許の受験当日に、事前に納車された「メルセデス・ベンツ・SL」を試験会場の駐車場へ搬入し、免許を取得後に運転して帰った。
- 麻雀が趣味で、『THEわれめDEポン』の歴代最多出場者。通信対戦麻雀闘龍門の広告にも出演した。
- 『新春かくし芸大会』で高難易度の芸を毎年披露して「Mr.かくし芸」とも言われた。器用なのは昔からで、一例として『西遊記』収録当時に孫悟空を演じるため京劇直伝の棒芸を習ったのだが、講師から「通常は3か月を要する」ほど難しいと言われていたにもかかわらず、わずか1週間で習得したことが『西遊記』DVDの特典映像で語られている。2006年3月20日、香取慎吾が主役の『西遊記』最終回に釈迦役でゲスト出演した際も、見事な棒さばきを披露している[注釈 1]。
- 名前が読み書き共にたった1文字違いで酷似している堺正幸（アナウンサー）との混同及びテレビ・新聞等での誤植がよく発生しており、正章本人もネタにしている。
- 2011年、最も好きな女性芸能人に持田香織を挙げて、堺の持ち歌『さらば恋人』でデュエットした[14]。
- 裕福な家庭に育ち、不良がいるからとローラースケート場に行くことを父親に禁じられたが、まもなくして4000坪ある鎌倉の自宅庭にローラースケートリンクが作られた事がある。
- 父親以外にも親族に芸能関係者がいる。伯父は初代港家小柳丸、鏡味繁二郎とは従兄にあたる。また、母の千代子は「三浦たま子」の名で2年ほど松竹少女歌劇団に在籍していたことがある。
- 読売ジャイアンツのファンでもある。

## ディスコグラフィ

### シングル
- ソロ活動のみ。
  - 1〜19・33：日本コロムビア、20〜32・34〜：ビクター

| #  | 発売日          | A/B面 | タイトル                     | 作詞                | 作曲             | 編曲         | 規格品番   |
| -- | --------------- | ----- | ---------------------------- | ------------------- | ---------------- | ------------ | ---------- |
| 1  | 1971年 5月1日   | A面   | さらば恋人                   | 北山修              | 筒美京平         | 筒美京平     | LL-10163-J |
| 1  | 1971年 5月1日   | B面   | 気らくに生きよう             | 北山修              | 筒美京平         | 筒美京平     | LL-10163-J |
| 2  | 1971年 9月10日  | A面   | 青空は知らない               | 北山修              | 筒美京平         | 筒美京平     | LL-10176-J |
| 2  | 1971年 9月10日  | B面   | 恋人なんかすてちまえ         | 北山修              | 筒美京平         | 筒美京平     | LL-10176-J |
| 3  | 1971年 9月25日  | A面   | 涙から明日へ                 | 小谷夏              | 山下毅雄         | 広瀬雅一     | LL-10177-J |
| 3  | 1971年 9月25日  | B面   | 朝の手紙                     | 小谷夏              | 山下毅雄         | 広瀬雅一     | LL-10177-J |
| 4  | 1972年 1月25日  | A面   | 幸福への招待                 | 阿久悠              | 筒美京平         | 筒美京平     | LL-10185-J |
| 4  | 1972年 1月25日  | B面   | 誰でも愛を求めてる           | 阿久悠              | 筒美京平         | 筒美京平     | LL-10185-J |
| 5  | 1972年 6月25日  | A面   | 運がよければいいことあるさ   | 橋本淳              | 筒美京平         | 筒美京平     | LL-10193-J |
| 5  | 1972年 6月25日  | B面   | 若い旅人                     | 橋本淳              | 筒美京平         | 筒美京平     | LL-10193-J |
| 6  | 1972年 12月10日 | A面   | まごころ                     | 阿久悠              | 鈴木邦彦         | 高田弘       | LL-10206-J |
| 6  | 1972年 12月10日 | B面   | 帰らざる季節                 | 阿久悠              | 鈴木邦彦         | 高田弘       | LL-10206-J |
| 7  | 1973年 4月10日  | A面   | 恋人時代                     | 山上路夫            | 筒美京平         | 筒美京平     | LL-10215-J |
| 7  | 1973年 4月10日  | B面   | 恋の痛手                     | 山上路夫            | 筒美京平         | 筒美京平     | LL-10215-J |
| 8  | 1973年 6月25日  | A面   | 街の灯り                     | 阿久悠              | 浜圭介           | 森岡賢一郎   | LL-10220-J |
| 8  | 1973年 6月25日  | B面   | 地下鉄の駅で                 | 阿久悠              | 山下毅雄         | 竜崎孝路     | LL-10220-J |
| 9  | 1973年 11月10日 | A面   | たそがれに別れを             | 小谷夏              | 中村泰士         | 高田弘       | P-307      |
| 9  | 1973年 11月10日 | B面   | 涙が通り過ぎる               | 小谷夏              | 中村泰士         | 高田弘       | P-307      |
| 10 | 1974年 3月10日  | A面   | 早春の便り                   | 阿久悠              | 平尾昌晃         | 竜崎孝路     | P-333      |
| 10 | 1974年 3月10日  | B面   | 永遠にさよなら               | 阿久悠              | 平尾昌晃         | 竜崎孝路     | P-333      |
| 11 | 1974年 6月1日   | A面   | あじさいの詩                 | 阿久悠              | 浜圭介           | 竜崎孝路     | P-346      |
| 11 | 1974年 6月1日   | B面   | 夜ふけの街                   | 阿久悠              | 浜圭介           | 竜崎孝路     | P-346      |
| 12 | 1974年 9月1日   | A面   | 枯葉の宿                     | 阿久悠              | 井上忠夫         | 森岡賢一郎   | P-366      |
| 12 | 1974年 9月1日   | B面   | 自由なふたり                 | 阿久悠              | 井上忠夫         | 森岡賢一郎   | P-366      |
| 13 | 1975年 7月25日  | A面   | 明日の前に                   | 吉田拓郎            | 吉田拓郎         | 瀬尾一三     | P-417      |
| 13 | 1975年 7月25日  | B面   | 祭りのあと                   | 岡本おさみ          | 吉田拓郎         | 瀬尾一三     | P-417      |
| 14 | 1975年 12月1日  | A面   | 行きずりの男                 | 泉谷しげる          | 泉谷しげる       | 泉谷しげる   | P-438      |
| 14 | 1975年 12月1日  | B面   | さよならをするために         | 石坂浩二            | 坂田晃一         | 高田弘       | P-438      |
| 15 | 1976年 4月1日   | A面   | 苺の季節                     | 喜多条忠            | 浜圭介           | 若草恵       | P-453      |
| 15 | 1976年 4月1日   | B面   | 風光る街で                   | 喜多条忠            | 浜圭介           | 若草恵       | P-453      |
| 16 | 1976年 12月1日  | A面   | あのころ君は                 | 藤公之介            | 川口真           | 川口真       | PK-37      |
| 16 | 1976年 12月1日  | B面   | 坂のある街                   | 藤公之介            | 川口真           | 川口真       | PK-37      |
| 17 | 1977年 11月1日  | A面   | 小さな声で                   | 杉本真人            | 杉本真人         | 若草恵       | PK-85      |
| 17 | 1977年 11月1日  | B面   | 笑えないよ                   | 杉本真人            | 杉本真人         | 若草恵       | PK-85      |
| 18 | 1978年 4月1日   | A面   | 裏がえし                     | 竜真知子            | 大野克夫         | 船山基紀     | PK-104     |
| 18 | 1978年 4月1日   | B面   | おやすみ東京                 | 竜真知子            | 佐瀬寿一         | 萩田光雄     | PK-104     |
| 19 | 1978年 10月10日 | A面   | 今では遅すぎる               | 伊藤アキラ          | ミッキー吉野     | ミッキー吉野 | PK-133     |
| 19 | 1978年 10月10日 | B面   | この道の果てまでも           | 伊藤アキラ          | タケカワユキヒデ | ミッキー吉野 | PK-133     |
| 20 | 1979年 6月25日  | A面   | STAY WITH ME                 | 柳ジョージ          | 柳ジョージ       | 船山基紀     | SV-6597    |
| 20 | 1979年 6月25日  | B面   | 上海特急                     | ちあき哲也          | 馬飼野康二       | 馬飼野康二   | SV-6597    |
| 21 | 1979年 11月1日  | A面   | SONGOKU                      | 奈良橋陽子 山上路夫 | タケカワユキヒデ | ミッキー吉野 | SV-6653    |
| 21 | 1979年 11月1日  | B面   | 20億年の暗闇                 | 杉山政美            | タケカワユキヒデ | 大谷和夫     | SV-6653    |
| 22 | 1980年 5月21日  | A面   | ほどほど                     | 伊藤アキラ          | 森田公一         | 船山基紀     | SV-7002    |
| 22 | 1980年 5月21日  | B面   | Only One Earth               | 伊藤アキラ          | 森田公一         | 船山基紀     | SV-7002    |
| 23 | 1980年 11月21日 | A面   | 遙かなるレディー・リー       | 大津あきら          | 鈴木キサブロー   | 松井忠重     | SV-7069    |
| 23 | 1980年 11月21日 | B面   | 青い傘                       | 門谷憲二            | 馬飼野康二       | 松井忠重     | SV-7069    |
| 24 | 1981年 6月5日   | A面   | 涙のロンリー・ワン           | 大津あきら          | 鈴木キサブロー   | 大村雅朗     | SV-7119    |
| 24 | 1981年 6月5日   | B面   | あの娘はリトル・ダイナマイト | 大津あきら          | 鈴木キサブロー   | 大村雅朗     | SV-7119    |
| 25 | 1981年 9月21日  | A面   | メリーゴーラウンド           | 有川正沙子          | 寺尾聰           | 井上鑑       | SV-7154    |
| 25 | 1981年 9月21日  | B面   | そんな気分                   | 堺正章              | 寺尾聰           | 井上鑑       | SV-7154    |
| 26 | 1982年 月 日    | A面   | ジグザグ                     | 来生えつこ          | 来生たかお       | 渡辺敬之     | SV-7215    |
| 26 | 1982年 月 日    | B面   | WAITING FOR YOU              | 園部和範            | 渡辺敬之         | 渡辺敬之     | SV-7215    |
| 27 | 1982年 10月21日 | A面   | 空飛ぶくじら                 | 松本隆              | 大滝詠一         | 難波弘之     | SV-7259    |
| 27 | 1982年 10月21日 | B面   | 真夜中のカモメ               | 鈴木清史            | 平井夏美         | 難波弘之     | SV-7259    |
| 28 | 1984年 11月21日 | A面   | 倖・せ・な・女               | 中村泰士            | 中村泰士         | 飛澤宏元     | SV-7451    |
| 28 | 1984年 11月21日 | B面   | ハーバーライト               | 津田義彦            | 中村泰士         | 飛澤宏元     | SV-7451    |
| 29 | 1986年 10月21日 | A面   | 二十三夜                     | 大津あきら          | 佐藤隆           | チト河内     | SV-9177    |
| 29 | 1986年 10月21日 | B面   | 〜Je t'aime〜受話器から      | 大津あきら          | 佐藤隆           | チト河内     | SV-9177    |
| 30 | 1987年 12月1日  | A面   | よ・せ・よ                   | 湯川れい子          | 林哲司           | 船山基紀     | SV-9304    |
| 30 | 1987年 12月1日  | B面   | イージー・ガール             | 湯川れい子          | 林哲司           | 船山基紀     | SV-9304    |
| 31 | 1988年 11月21日 | A面   | サルビア心中                 | 大津あきら          | 佐藤隆           | チト河内     | SV-9391    |
| 31 | 1988年 11月21日 | B面   | 故郷という名のエデン         | 大津あきら          | 佐藤隆           | チト河内     | SV-9391    |
| 32 | 1991年 5月21日  | 01    | 海の声 森の声                | 浜口庫之助          | 浜口庫之助       | 萩田光雄     | VIDL-10128 |
| 33 | 1991年 6月21日  | 01    | 愛のカルナバル               | 大津あきら          | 渡辺貞夫         | 野力奏一     | VIDL-10139 |
| 34 | 1991年 7月21日  | 01    | さらば恋人 (1991年Ver.)      | 北山修              | 筒美京平         | 矢野立美     | CODA-8887  |
| 35 | 1993年 3月24日  | 01    | CATCH ME                     | 米米CLUB            | 米米CLUB         | 奈良部匠平   | VIDL-10325 |
| 35 | 1993年 3月24日  | 02    | 遠い岸辺                     | 米米CLUB            | 米米CLUB         | 奈良部匠平   | VIDL-10325 |
| 36 | 2008年 5月21日  | 01    | 忘れもの                     | 秋元康              | Gajin            | 清水信之     | VICL-36433 |
| 36 | 2008年 5月21日  | 02    | サイケなハート               | 秋元康              | 後藤次利         | 後藤次利     | VICL-36433 |
| 37 | 2011年 9月14日  | 01    | そんなこと言わないで         | 横山剣              | 横山剣           | 横山剣       | VIZL-429   |
| 37 | 2011年 9月14日  | 02    | 匕首マッキー                 | 漣健児              | K.Weill          | 横山剣       | VIZL-429   |
| 37 | 2011年 9月14日  | 03    | せぷてんばぁ                 | 横山剣              | 横山剣           | 横山剣       | VIZL-429   |

### 主な企画シングル
- ハッチャキ・ダンス（1972年5月25日、日本コロムビア SCS-163）
  - B面「たたかえ!ハッチャキ・セブン」
- ハッチャキ・マーチ（1972年、日本コロムビア SCS-180）
  - 作詞：高瀬タカシ／作曲：森岡賢一郎／編曲：森岡賢一郎
  - 日本テレビ系バラエティ『ハッチャキ!マチャアキ!!』より
  - B面「お絵書き怪獣ゴミラ」
- シャカリキブルース（1973年11月10日、日本コロムビア SCS-215）
  - 作詞：高瀬タカシ／作曲：森岡賢一郎／編曲：森岡賢一郎
  - 日本テレビ系バラエティ『マチャアキのシャカリキ大放送!!』より
  - B面「がんばれパパ」

### 主なアルバム
- マチャアキのベスト・スコア（1970年10月25日）
- ひとりぼっちのマチャアキ（1971年）
- サウンド・ナウ!（1972年7月10日）
- 恋人時代 / 堺正章 フォーク・アルバム （1973年5月）
- Sunday After Dark（1978年）
- 二十三夜 堺正章コレクション（1987年2月21日／VDR-1359）
- リアル・ベスト・コレクション 1966〜1991（1991年11月25日／VICL-216）
- NEW BEST ONE 堺正章（1999年8月4日／VICL-41068）
- 堺正章・しんぐるこれくしょん（2004年8月25日／COCP-32841/2）
- COLEZO! 堺正章 ベスト（2005年3月9日／VICL-41177）
- ドーナツ盤メモリー 堺正章（2006年6月28日／COCA-71102）
- 時の忘れ物（2008年9月24日／VICL-63014）
- ゴールデン☆ベスト 堺正章（2011年3月23日／COCP-36676）

### その他
- 北風小僧の寒太郎（1974年）
  - 作詞：井出隆夫／作曲・編曲：福田和禾子
  - NHK 『みんなのうた』より
  - 日本コロムビア時代の録音だが、モノラル版しか存在しないためか市販音源化されず、ビクターに移籍後の2008年にアルバム『時の忘れ物』で再録音したバージョンのみが発売されている。

### タイアップ曲
| 年     | 楽曲                   | タイアップ                                        |
| ------ | ---------------------- | ------------------------------------------------- |
| 1971年 | 涙から明日へ           | TBS系ドラマ「時間ですよ」挿入歌                   |
| 1973年 | 街の灯り               | TBS系ドラマ「時間ですよ」挿入歌                   |
| 1975年 | 行きずりの男           | テレビ朝日系ドラマ「マチャアキの森の石松」主題歌  |
| 1978年 | 今では遅すぎる         | 日本テレビ系ドラマ「西遊記」挿入歌                |
| 1978年 | この道の果てまでも     | 日本テレビ系ドラマ「西遊記」挿入歌                |
| 1979年 | SONGOKU                | 日本テレビ系ドラマ「西遊記II」挿入歌              |
| 1980年 | 遙かなるレディー・リー | TBS系ドラマ「天皇の料理番」EDテーマ               |
| 1981年 | メリーゴーラウンド     | 日本テレビ系ドラマ「キッド」主題歌                |
| 1981年 | そんな気分             | 日本テレビ系ドラマ「キッド」挿入歌                |
| 1982年 | 空飛ぶくじら           | テレビ朝日系ドラマ「フジ三太郎」主題歌            |
| 1986年 | 二十三夜               | 日本テレビ系「SAKAIです〜デザートーク〜」EDテーマ |
| 1987年 | TRINACRIA"炎尽きて"    | 映画「トリナクリア PORSCHE959」EDテーマ           |
| 1988年 | よ・せ・よ             | 日本テレビ系「出没! 玉突き」テーマソング          |
| 1991年 | 海の声 森の声          | 森林文化協会「グリーン・パワー'91」テーマソング   |
| 2008年 | 忘れもの               | フジテレビ系ドラマ「無理な恋愛」主題歌            |
| 2008年 | サイケなハート         | フジテレビ系ドラマ「無理な恋愛」挿入歌            |

### コラボレーション
| 発売年 | タイトル       | 参加アーティスト   | 収録アルバム   |
| ------ | -------------- | ------------------ | -------------- |
| 2025年 | プンスカピン！ | Rockon Social Club | プンスカピン！ |

## 出演

### テレビドラマ
- 時間ですよ（1970年 - 1973年、TBS） - 宮崎健 役
- こけこっこー! （1970年 - 1971年、TBS）
- 日曜8時、笑っていただきます（1970年 - 1971年、TBS） - 主演・花本マモル 役
- 大忠臣蔵 第三十八回「大石東下り」（1971年9月21日、NET） - 松吉 役
- テレビはこれだ!ドラマが3つも（1971年、TBS） - 『ばか殿漫遊記』主演・若君 役、『大活劇カンチョーマン』カンチョーマン役、『ぼくの女房は8つうえ』オサム役
- 何がなんでも（1972年、TBS）
- はーいただいま（1972年、TBS）
- おはよう（1972年、TBS）
- 東芝日曜劇場（TBS）
  - 女と味噌汁24（1972年）
  - 明日また（1975年、TBS）
  - ブラックペアン シーズン2 第6話（2024年、TBS） - 上杉歳一 役[16]
- 寺内貫太郎一家 第1話（1974年1月16日、TBS）
- マチャアキ・幸代のふたりは夫婦（1974年、フジテレビ）
- マチャアキの森の石松（1975年、NET） - 主演・森の石松 役
- 西遊記 → 西遊記II（1978年 - 1980年、日本テレビ） - 主演・孫悟空 役
- おとこ同志おんな同志（1978年、日本テレビ） - 主演・片山努 役
- 天皇の料理番（1980年、TBS） - 主演・秋山篤蔵 役
- 時代劇スペシャル（フジテレビ）
  - 仇討選手（1981年） - 主演・植木職人の由松 役
  - 怪盗夢吉忍び控（1982年）- 主演・音吉、夢蔵（二役）
- キッド（1981年 - 1982年、日本テレビ） - 主演・木戸一平 役
- さよなら三角またきて四角（1982年、TBS） - 主演・野沢徳二 役
- フジ三太郎（1982年、テレビ朝日） - 主演・フジ三太郎 役
- あとは寝るだけ（1983年、テレビ朝日） - 洋次 役
- 火曜サスペンス劇場 哀しき誘拐（1985年、日本テレビ）
- NHK特集 ドラマ礼文島（1986年12月21日、NHK総合） - 石岡民也 役
- 時間ですよ ふたたび 最終回（1987年、TBS） - 宮崎健 役
- ご存知!旗本退屈男（1988年 - 1994年、テレビ朝日） - 笹尾喜内 役
- さよなら李香蘭（1989年、フジテレビ） - マキノ光雄 役
- ドラマ指定席 未来の海（1991年、NHK総合） - サム・寒川 役
- 裸の大将放浪記 第54話「清・ジャングルの密会」（1992年、関西テレビ） - 縦井伍長役
- 警部補 古畑任三郎 第2回「動く死体」（1994年4月20日、フジテレビ） - 中村右近 役
- パパ・サヴァイバル（1995年、TBS） - 主演・佐伯吾郎 役
- SALE! （1995年、朝日放送） - 主演・大友銀次郎 役
- ベストフレンド（1995年、読売テレビ） - 黒沢道彦 役
- スペシャルドラマ 誰かが誰かに恋してる（1996年、TBS） - ハンドルネーム・シェフ 役
- 内田康夫ミステリー 名探偵信濃のコロンボ（1998年 - 2000年、フジテレビ） - 主演・竹村岩男 役
  - 北国街道殺人事件（1998年5月1日）
  - 戸隠伝説殺人事件（1999年3月19日）
  - 追分殺人事件（2000年6月2日）
- 大河ドラマ（NHK総合）
  - 徳川慶喜（1998年） - 新門辰五郎 役
  - 麒麟がくる（2020年） - 望月東庵 役[17]
- 連続テレビ小説 ちゅらさん（2001年、NHK総合） - 古波蔵恵文 役
- 月曜ドラマシリーズ（NHK総合）
  - ちゅらさん2 （2003年） - 古波蔵恵文 役
  - ちゅらさん3 （2004年） - 古波蔵恵文 役
- 理想の生活（2005年、NHK総合） - 主演・等々力勝利 役
- 西遊記（2006年、フジテレビ） - 最終回ゲスト・お釈迦様 役
- クロサギ 第3話（2006年、TBS） - 清水忠幸 役
- 熟年結婚〜妻への詫び状〜（2006年、テレビ東京） - 主演・篠田俊介 役
- ロング・ウェディングロード!〜東京VS大阪ワケアリ婚物語（2007年、TBS） - 東直之 役
- 土曜ドラマ ちゅらさん4 （2007年、NHK総合） - 古波蔵恵文 役
- 夏雲あがれ（2007年、NHK総合） - 鉢谷十太夫 役
- ゾウのはな子（2007年、フジテレビ） - 西村静雄 役
- 無理な恋愛（2008年、関西テレビ） - 主演・立木正午 役
- 暴れん坊将軍スペシャル（2008年、テレビ朝日） - め組組頭・辰五郎 役
- 水戸黄門第40部（2009年、C.A.L.・TBS） - 松尾芭蕉 役
- 君たちに明日はない（2010年、NHK総合） - 高橋栄一郎 役
- BS時代劇 猿飛三世（2012年、NHK BSプレミアム） - 梅宮主膳 役
- 月曜名作劇場 十津川警部シリーズ3 伊豆踊り子号殺人迷路（2017年、TBS） - 香取信一郎 役
- この素晴らしき世界 第3話（2023年、フジテレビ） - 國東統次郎 役[18]
- 日本一の最低男 ※私の家族はニセモノだった 第3話・第4話・第8話 - 最終話（2025年1月23日・30日・2月27日 - 3月20日、フジテレビ） - 長谷川清司郎 役[19]　※特別出演
- プライベートバンカー 第4話（2025年1月30日、テレビ朝日） - 久松康雄 役[20]　※友情出演

### 映画
- 東京騎士伝（1952年、松竹） ※「堺正明」名義
- 母は叫び泣く（1952年、松竹）
- ハワイ珍道中（1954年、新東宝）
- 高校三年生（1963年、大映）
- 学園広場（1963年、日活） - 松原 役
- 君たちがいて僕がいた（1964年、東映） - 田中彰 役
- 夢のハワイで盆踊り（1964年、東映） - 松井正也 役
- 幸せなら手をたたこう（1964年、大映）
- 東京は恋する（1965年、日活）
- 花咲く乙女たち（1965年、日活） - サブ 役
- 高原のお嬢さん（1965年、日活） - サブ（劇場公開版ではゴロー） 役
- ザ・スパイダースのゴーゴー向う見ず作戦（1967年、日活）
- 喜劇 駅前百年（1967年、東宝） - 佐山 役
- ザ・スパイダースの大進撃（1968年、日活）
- ザ・スパイダースの大騒動（1968年、日活）
- ザ・スパイダースのバリ島珍道中（1968年、日活）
- にっぽん親不孝時代（1968年、東宝） - 杉本邦雄 役
- ザ・テンプターズ 涙のあとに微笑みを（1969年、東宝） - 白髭の神様 役
- 喜劇 ドッキリ大逃走（1970年、日活） - 高井庄介 役
- 喜劇 右むけェ左!（1970年、東宝） - 酒田正章 役
- 喜劇 昨日の敵は今日も敵（1971年、東宝） - 逆田正章 役
- 起きて転んでまた起きて（1971年、東宝） - 桜井正明 役
- としごろ（1973年、松竹）
- 街の灯（1974年、松竹）
- お姐ちゃんお手やわらかに（1975年、東宝） - フルーツ・トラコン 役
- 喜劇 百点満点（1976年、東宝） - 学生 役
- トラック野郎・男一匹桃次郎（1977年、東映）
- キネマの天地（1986年、松竹）
- トリナクリア PORSCHE959（1987年、日本ヘラルド）
- 風の国（1991年、東映）
- 機関車先生（2004年、日本ヘラルド）
- 寝ずの番 (2006年)
- 夕凪の街 桜の国（2007年、アートポート）
- 任侠ヘルパー（2012年、東宝） - 蔦井雄三 役
- 大奥〜永遠〜［右衛門佐・綱吉篇］（2012年、松竹/アスミック・エース） - 隆光 役

### 舞台
- マチャアキのそんごくうの大冒険（1977年） - 孫悟空 役
- 忠臣蔵症候群 仇討ちでござる（1999年、明治座）
- ご存知一心太助 目から鱗の物語（2004年、明治座） - 一心太助 役
- 恐れを知らぬ川上音二郎一座（2007年） - 甲本与之助 役

### テレビアニメ
- 町一番のけちんぼう（1978年、テレビ朝日）ハンバッグ
- 名探偵コナン「世界一受けたい授業事件 前編 / 後編」（2011年11月12日・19日、読売テレビ） - 堺校長 役[注釈 6]

### ラジオ
- 歌謡大行進（1971年 - 1975年、文化放送）[注釈 7]
- マチャアキの世界へ飛び出せ!→マチャアキの世界を見ちゃうから（ニッポン放送）
- 平凡アワー・キリンレモン マチャアキのスタービッグホリデイ[注釈 8]（1980年 - 1983年、ニッポン放送）
- 日産おもしろ文庫（1980年4月 - 9月、TBSラジオ）

### バラエティ

#### 過去
- マチャアキ・前武・始まるョ!（1971年、日本テレビ）
- ハッチャキ!!マチャアキ（1971年 - 1973年、日本テレビ）
- マチャアキのシャカリキ大放送!!（1973年 - 1974年、日本テレビ）
- マチャアキのガンバレ9時まで!!（1974年 - 1975年、日本テレビ）
- カックラキン大放送!!（1975年 - 1978年・1985年 - 1986年、日本テレビ）
- マチャアキ!するぞー → マチャアキ!するぞー びっくり大喜劇（1975年10月 - 1976年3月、フジテレビ）※改題と同時に押阪忍に交代
- ニッスイアワー マチャアキ海を行く（1976年、東京12チャンネル）※堺本人は本編には登場せず、ナレーションのみ担当。第10話が第14回ギャラクシー賞・選奨を受賞[21]。[注釈 9]
- コメディー公園通り　（1978年、NHK総合）
- なるほど!ザ・ワールド（フジテレビ） - 解答者および海外レポーターを担当
- 親子クイズ国語算数理科社会（1982年 - 1983年、TBS）
- 小川宏のなんでもカンでも!（フジテレビ）
- TVジョーカーズ笑（1983年、TBS） - ムンズリ星人
- SAKAIです〜デザートーク〜（1986年 - 1987年、日本テレビ）
- ザ・サンデー -THE SUNDAY-（1986年 - 1987年、フジテレビ）
- 出没!玉突き（1987年 - 1988年、日本テレビ）
- 世界の超豪華・珍品料理（1989年 - 1998年、フジテレビ） - 不定期食レポーター
- 愉快にオンステージ（1989年 - 1993年、NHK総合）
- ゴールド・ラッシュ!（1991年 - 1993年、フジテレビ）
- 大相似形テレビ!!（1992年、日本テレビ）
- 王道バラエティ つかみはOK!（1993年、TBS）
- 超人!コロシアム（1994年 - 1995年、TBS）
- チューボーですよ! → 新・チューボーですよ!（1994年 - 2016年、TBS）
- 発掘!あるある大事典 → 発掘!あるある大事典II（1996年 - 2007年、関西テレビ）
- 夢用絵の具（1997年 - 1998年、NHK総合）
- クイズ!渡る世間は金ばかり?! （1997年 - 1998年、テレビ朝日）
- 追跡!金運王国（1998年、テレビ朝日）
- おウチに帰ろう!（2000年 - 2001年、TBS）
- ウルトラショップ（2001年 - 2002年、日本テレビ）
- 世界一受けたい授業（2004年 - 2024年、日本テレビ）
- 解禁!㊙ストーリー 〜知られざる真実〜（2010年 - 2011年、TBS）
- THEカラオケ★バトル（2014年 - 2019年、テレビ東京）
- ペコジャニ∞!（2017年 - 2018年、TBS）

#### 音楽番組
- NTV紅白歌のベストテン（1969年 - 1981年、日本テレビ）
- 夜のゴールデンショー（1969年 - 1970年、フジテレビ）
- ザ・トップテン（1981年 - 1986年、日本テレビ）
- 愉快にオンステージ（1989年 - 1991年、NHK総合）
- G-STAGE（1991年 - 1992年、フジテレビ）
- SOUND ARENA（1992年、フジテレビ）
- NHK歌謡コンサート（1993年 - 1995年、NHK総合）- 司会
- 歌いこみ音楽隊!（1995年、TBS）
- 堺でございます（2013年 - 2018年、BSフジ）

#### 特番
現在
- ものまね王座決定戦（2012年7月6日 - 、フジテレビ）- 審査委員長
- THEカラオケ★バトル（2019年4月14日 - 、テレビ東京）- 司会

過去
- 輝く!日本レコード大賞（1970年12月31日・1996年12月31日 - 2011年12月30日、TBS） - 司会補佐→総合司会
- ゆく年くる年 笑い初めだョ!（1971年12月31日、TBS）- 総合司会
- テレビグランドスペシャル「ひばり!新しい魅力のすべて!! ～マチャアキと4人のボーイフレンド～」（1972年3月9日、フジテレビ）
- 堺正章ショウ（1972年3月18日 - 22日・1975年12月24日、フジテレビ）
- 火曜ワイドスペシャル→火・曜・特・番!!→火曜ワイドスペシャル（フジテレビ）
  - マチャアキの俺はお殿さま（1972年6月27日） - 司会
  - オールスター民放紅白歌合戦（1999年12月21日・2000年7月11日） - 白組キャプテン
  - 涙と笑いの大密着!!ドキドキ初体験（2000年5月16日・6月27日） - 司会
- サンデービッグプレゼント「マチャアキ・順・世界のクリスマス」（1972年12月25日、TBS）- 司会
- オールスター世紀の祭典（1973年3月2日 - 1976年3月2日、フジテレビ） - 司会
- みんなで歌おう’73 堺正章とともに（1973年11月14日、TBS）- 司会
- 世界紳士録 マチャアキ・ショパン（1975年1月2日、NHK総合）
- 夏だ!海洋博だ!マチャアキだ!（1975年7月27日、琉球放送）
- 新春かくし芸大会（1976年1月1日 - 2010年1月1日、フジテレビ）- 司会（91年より）
- 木曜スペシャル（日本テレビ）
  - 輝け!日本なかよし大賞（1976年11月18日）- 司会
  - 今夜復活・紅白歌のベストテン（1994年3月31日）- 白組キャプテン
- 日曜☆特バン「大発見!!10年前のヒットVTR」（1977年2月13日 - 5月29日、TBS）- 司会
- 刑事マチャアキ 謎の犯人タモリを追え!!（1979年1月1日、名古屋テレビ）- 刑事
- THE 雪まつり（1979年2月3日 - 1981年2月7日、札幌テレビ）- 司会
- 日曜ビッグスペシャル「マチャアキの世界ウルトラマジック大会」（1980年8月10日、テレビ東京） - 司会
- オールスター夢の球宴（1981年3月17日 - 1990年11月30日、フジテレビ）- 選手→監督
- 水曜スペシャル（テレビ朝日）
  - 熱球!熱戦!オールスター野球大会（1982年3月31日）-「グレートパワーズ」選手
  - ドリフの真剣勝負!!マチャアキ・順のクイズ大作戦!!（1985年1月9日） - 司会
- 木曜ファミリーワイド「ライオンスペシャル '85春・ファッション!歌う国技館」（1985年2月28日、フジテレビ）- 司会
- スターどっきり(秘)報告（1985年5月30日 - 1989年12月28日、フジテレビ）- 司会
- 歌謡チャリティーコンサート（1990年11月17日 - 1993年11月23日、NHK総合）- 司会
- 花王ファミリースペシャル（関西テレビ）
  - '90ナリキリものまねベスト10（1990年12月23日）- 司会
  - ザ・マチャアキ爆笑おやじ快進劇（1994年4月24日）
- 芸能人ザッツ宴会テイメント（1991年 - 1994年10月8日、日本テレビ）
  - ザッツ宴会テイメント（2008年4月6日・10月5日、日本テレビ）- 司会
- 金曜ファミリーランド「爆笑!オールスター芸能界クイズ王決定戦スペシャル」（1991年12月6日、フジテレビ） - 司会
- NHK紅白歌合戦（1991年12月31日 - 1993年12月31日、NHK総合・ラジオ第1） - 白組司会
- 日本ゴールドディスク大賞（1992年1月21日・1993年1月21日、NHK総合）- 司会
- オールスター爆笑ものまね紅白歌合戦!!（1993年1月3日・1997年1月2日 - 1999年12月30日、フジテレビ） - 審査員→白組司会
- スターかくし芸大会!栄光の30年スペシャル（1993年4月5日、フジテレビ）- 司会
- オールスター赤面申告!ハプニング大賞（1993年4月11日 - 2008年4月11日、TBS） - 副委員長→審査委員長
- 金曜テレビの星!「あなたも歌わずにはいられない!!青春時代の名曲」（1993年7月2日 - 1994年9月9日、TBS）- 司会
- 完全保存! 僕達の昭和ヒット曲黄金時代!!（1994年3月24日、フジテレビ）- 司会
- TBS新局舎移転記念番組生放送テレビ新世紀! 感動の超有名人300人大集合（1994年10月3日、TBS） - 司会
- 黄金のポップス大全集（1996年5月3日、NHK総合）- 司会
- 世界で1つ!夢の超豪華スター(秘)お年玉ナマ放送TV!!（1997年1月1日、テレビ朝日・朝日放送）- 司会
- 全日本有線放送大賞（1997年11月29日 - 2000年11月18日、読売テレビ）- 司会
- 超ロンドン通!堺正章（1999年9月12日、テレビ朝日）
- 堺&ウンナン&鶴瓶のかくし芸(秘)お宝大放出全部見せちゃうぞ（2000年1月6日、フジテレビ）
- 新・笑ってポン!2000（2000年4月15日、TBS） - 司会
- 素晴らしきドケチ家族（2000年7月16日、テレビ東京） - 司会
- スーパーフライデー（TBS）
  - 美空ひばり シリーズ（2000年9月15日・2001年6月22日） - 司会
  - 私を救った奇跡の瞬間 実録!感動のストーリー 心にに染みる真実の秘話（2004年2月6日） - 司会
  - 日本全国!こだわりのマイホーム!!行ってビックリ!見て仰天!これぞ珍邸豪邸決定版!!（2004年11月26日） - 司会
- 日本の仰天三面記事（2000年12月8日 - 2003年2月28日、TBS） - 司会
- 史上初!芸能人の価値鑑定バラエティー決定あなたのお値段 もし今転職すれば…（2000年12月23日、テレビ朝日） - 司会
- 大接待!? 堺正章激怒 爆笑問題との北海道ラーメン紀行（2001年9月16日、TBS）
- プロ野球好珍プレー!（2001年10月19日 - 2003年10月17日、TBS） - 司会
  - 2003スポーツ大感謝祭 松井!ミスター!新庄くんも全員集合スペシャル!!（2003年12月19日、TBS） - 司会
  - スポーツ超好珍プレー 全世界に気合だSP（2004年10月15日、TBS） - 司会
- 全国家出人公開大捜索スペシャル!!（2001年12月25日 - 2003年2月21日、TBS） - 司会
- 音楽の料理人達 華麗なる競演2001!（2001年、NHK総合）- 司会
- ALL JAPANリクエストアワード（2001年11月27日・2002年11月30日、読売テレビ）- 司会
- 猪木軍VSK-1最強軍直前生放送スペシャル 今夜すべてが決着する（2001年12月31日、TBS） - 司会
  - 世紀のドリームマッチ 猪木軍vsK-1最強軍vsPRIDE（2002年12月31日、TBS） - 司会
  - 世紀のドリームマッチ!!K-1ダイナマイト!!直前生放送SP（2004年12月31日、TBS） - 司会
- 芸能人がシェフするとついつい色んなことを喋っちゃうスペシャル（2002年3月26日、フジテレビ） - 司会
- 春の感涙SP! 皆さん泣いていただきまSHOW（2002年4月7日・10月6日、テレビ朝日） - 司会
- 神様がくれた結婚スペシャル（2003年4月4日、テレビ朝日） - 司会
- 浜田雅功が堺正章と〇〇スペシャル（2003年6月30日 - 2009年1月2日、読売テレビ）
- ベストヒット歌謡祭（2003年11月29日 - 2008年11月27日、読売テレビ）- 司会
- 名医が明かす!がんで死なない7ヵ条（2004年4月6日、テレビ朝日） - 司会
- くりぃむしちゅーSP アノ有名人の私生活…勝手に演じちゃいました!!（2004年5月3日・7月6日、TBS）
- 新潟県中越地震災害救援コンサート（2004年12月23日、NHK総合）- 司会
- お笑い芸人歌がうまい王座決定戦スペシャル（2005年3月1日 - 2016年5月20日、フジテレビ） - 審査委員長
- TBSテレビ50周年 昭和～平成 にっぽん歌謡50年全史 あなたも歌わずにはいられない!（2005年3月30日、TBS） - 司会
  - あなたも歌わずにいられない!時代を越えた永遠のJポップ名曲集（2005年10月8日、TBS） - 司会
- 超豪華競演!堺正章&井上順の時代を飾ったあの名曲たち歌って笑って生放送（2005年4月19日・6月8日、フジテレビ） - 司会
- カスペ!（フジテレビ）
  - 芸能界!危ない家に住んでいるのは誰だ（2005年5月24日 - 2008年1月15日）- 司会
  - CMヒットスタジオ!アナタを売ります!大作戦（2006年1月31日） - 司会
  - レスキュー最前線24時・東京消防庁密着300日（2007年4月17日） - 司会
- ドスペ! 「明日アナタが輝く為に…素晴らしき女の人生」（2005年8月20日、テレビ朝日） - 司会
- 爆笑そっくりものまね紅白歌合戦スペシャル（2005年9月20日 - 2015年10月23日、フジテレビ） - 審査委員長
- ハッピーソング大行進（2005年10月22日、NHK BS2）- 司会
- 歌よ響け!日本のふるさと富士山 - まごころ募金コンサート -（2005年12月25日、NHK BS2）- 司会
- なるほど!ザ・ワールド（2005年12月28日 - 2007年4月1日・2015年10月10日・2016年7月4日・2019年1月1日、フジテレビ） - 解答者
- 金スペ! （TBS）
  - 難病と闘う子供たち（2006年2月17日） - 司会
  - プライス・アドベンチャー（2006年6月2日） - 司会
- カラオケ★バトル（2006年9月22日 - 2014年2月7日、テレビ東京）- 司会
- 月バラ! 「リポート初体験バトル 芸能界VIPおススメ秋の京都グルメSP」（2006年10月30日、テレビ朝日） - 司会
- 極上ライフのススメ! ～アマゾンの秘境・グルメ・逆転結婚?〜（2006年11月19日、テレビ東京） - 司会
- SAKAI for men（2006年12月28日・2007年12月27日、TBS） - 司会
- 堺正章&ジローラモ気まぐれイタリア者 撮れたて!大人のミラノ（2007年3月31日、フジテレビ）
- モクスペ（日本テレビ）
  - 世界ウルトラ巨大生物 幻の人食い獣を捕獲せよ!!（2007年4月12日・2008年1月31日） - 司会
  - 笑いの祭典 ゴールドステージ!!（2008年6月26日・11月6日）- 司会
- お客様は王様かよっ!?（2007年5月29日 - 2013年11月19日、フジテレビ） - 司会
- 世界の子供がSOS!THE★仕事人バンク マチャアキJAPAN（2007年10月21日 - 2015年5月17日、朝日放送）- マチャアキJAPAN代表
- 堺正章のパリ モナコ最旬紀行 フランスで輝く日本人たち（2007年12月16日、フジテレビ）
- ハプニング名珍場面 日本全国プレミア映像スペシャル（2008年10月9日 - 2009年6月30日、TBS） - 司会
- 芸能界1000人大調査!プライベート完全データ化スペシャル（2010年9月23日、読売テレビ） - 司会
- マジか!?のHOW TOバラエティ 関∞ピース（2011年1月3日、テレビ朝日）- 司会
- 金曜スーパープライム（日本テレビ）
  - ザ★芸能界ウラ芸大賞（2011年2月4日） - 司会
  - 真相を丸裸に!世界超ド級!!まるわかりスクープ社（2011年6月10日） - 司会
- 顔も声もご本人と一緒!爆笑そっくりものまね紅白歌合戦スペシャル（2011年2月11日 - 2012年2月24日、フジテレビ） - 審査委員長
- たまらんキング（2011年4月8日、テレビ東京） - MC
- スパモク!!「田中好子さん追悼… ありがとうスーちゃん 永遠のキャンディーズ」（2011年4月28日、TBS） - 司会
- 突撃解明バラエティ 知らないと!こわい世界（2011年6月6日 - 2012年8月13日、テレビ大阪）- MC
- 日曜ビッグバラエティ 「東京ディズニーランド・東京ディズニーシーまるごと生中継 真夏の夜のマジカルスペシャル!」（2011年7月24日、テレビ東京） - 司会
- 甦る昭和の歌姫伝説（2011年9月15日 - 2013年3月31日、TBS） - 司会
- 追悼2011 秘蔵映像でつづるスターの真実!（2011年12月28日、TBS） - MC
- お笑いDynamite!2011（2011年12月29日、TBS） - 審査員
- 突撃!日本ごちそう100景（2012年5月11日、テレビ東京） - MC
- スパニチ!! 「頓知創造 逆境を知恵と笑いで乗り切るクイズ」（2012年5月27日、TBS） - TONCHIの神様
- 追悼特別番組 ありがとう森光子さん（2012年11月18日、TBS） - 司会
- 泣ける日本人（2012年12月23日、TBS） - 司会
- マチャアキの気になる研究所（2013年2月11日 - 2014年5月23日、TBS） - 所長
- 堺でございます（2013年2月23日、BSフジ）- MC
- 日テレ系人気番組No.1決定戦（2013年10月2日 - 2017年4月6日、日本テレビ）- 審査員
- 出没!ジャパンですよ。（2014年6月29日、毎日放送） - MC
- 奥さま1万人総選挙（2015年7月24日、フジテレビ） - MC
- 堺正章70歳になりました。-かまやつ&井上順とたどる青春メモリーズ-（2016年9月18日、BS日テレ）- MC
- 歌のゴールデンヒット（2017年2月13日 - 2022年11月17日、TBS）- 司会
- マイネームSHOW 日本人の名前の謎を解き明かす!（2017年5月29日、日本テレビ） - MC
- 世界の秘境で日本料理（2017年6月30日、TBS） - MC
- 世界に誇る日本のエンターテイメント 完コピJAPAN（2017年9月28日、読売テレビ） - MC
- 芸能人格付けチェック（2021年10月5日、朝日放送） - チームリーダー
- 日テレ系 春の特別授業SP（2022年4月2日、日本テレビ）- ブロックMC
- 日テレ系人気番組 春秋のコラボSP!（2022年9月24日 - 2023年10月21日、日本テレビ）- ブロックMC
- 路線バスで寄り道の旅 堺正章と昭和歌謡SP（2024年4月2日、テレビ朝日）
- あの頃テレビは熱かった!堺正章の昭和スタア同窓会（2024年8月1日、BS日テレ）- MC
- ニノさんとあそぼ（2025年1月12日、日本テレビ） - SPゲスト
- 世界一受けたい授業（2025年3月1日、日本テレビ）- 校長先生
- 昭和平成令和 日本人を支えた80年80曲（2025年8月11日、日本テレビ）- 昭和代表MC

### CM
- 三菱鉛筆「シャープペンシル」
- フェザー安全剃刀「フェザーシングル」
- 花王石鹸「ハロー歯磨き」
- ヤマサ「フレーブ」
- ハウス「シャンメンみそ味」
- ポラロイド「EE-88」（1975年）
- アース製薬「電子アース・アースマット」（1977年）
- 住宅情報(1982年)
- ヤマザキビスケット「ピコラ」
- くろがね工作所「くろがね学習机」
- サントリー「エード」
- カネボウフーズ「黒白半分」
- 麒麟麦酒「キリンラガービール」（1990年）[22]
- アサヒ飲料「WONDA」

### NHK紅白歌合戦出場歴
| 年度   | 放送回 | 回 | 曲目                       | 出演順 | 対戦相手       |
| ------ | ------ | -- | -------------------------- | ------ | -------------- |
| 1971年 | 第22回 | 初 | さらば恋人                 | 18/25  | ザ・ピーナッツ |
| 1972年 | 第23回 | 2  | 運がよければいいことあるさ | 03/23  | 朱里エイコ     |
| 1973年 | 第24回 | 3  | 街の灯り                   | 04/22  | 南沙織         |
| 1974年 | 第25回 | 4  | 枯葉の宿                   | 05/25  | 桜田淳子       |
| 1975年 | 第26回 | 5  | 明日の前に                 | 03/24  | 藤圭子         |
| 1976年 | 第27回 | 6  | 苺の季節                   | 04/24  | 南沙織（2）    |

注意点
- 出演順は「出演順/出場者数」で表す。
- 対戦相手の歌手名のカッコ内の数字はその歌手との対戦回数、備考のトリ等の次にあるカッコはトリ等を務めた回数を表す。

### NHKみんなのうた
※▲はラジオのみの放送。
| 放送期間                                       | 放送曲           | コーラス           | 再放送                                                        |
| ---------------------------------------------- | ---------------- | ------------------ | ------------------------------------------------------------- |
| 1974年（昭和49年）12月 - 1975年（昭和50年）1月 | 北風小僧の寒太郎 | 東京放送児童合唱団 | （詳細）                                                      |
| 1975年（昭和50年）6月 - 7月                    | 花嫁募集中       | ブレッスン・フォー | （なし）                                                      |
| 1977年（昭和52年）10月 - 11月                  | 空と海の子守歌   | （なし）           | 2010年（平成22年）10月 - 11月▲ 2017年（平成29年）10月 - 11月▲ |

- 「北風小僧の寒太郎」は番組を象徴する楽曲の一つとして長く親しまれており、近年も再放送が繰り返し行われているなど人気が高い。2021年3月7日にNHK Eテレで放送された『みんなのうた』放送開始60周年記念番組『そしてみんなのうたは生まれた』で当楽曲の誕生秘話に堺がVTRで出演し、録音当時の思い出を語った。
- 「花嫁募集中」「空と海の子守歌」は別の歌手によるカバー音源は存在するが、堺歌唱によるCD化は行われていない。

### 著作
- 『最高の二番手 僕がずっと大切にしてきたこと』飛鳥新社、2025年1月 ※初の著書[23]